# Joseph L'Hopital
Joseph Pierre Marie L'Hopital (16 février 1854 à Paris - 1er août 1930 à Angerville-la-Campagne) est un journaliste et écrivain du terroir normand.

## Biographie
Joseph L'Hopital est le fils de Georges L'Hopital et le petit-fils du comte Achille Libéral Treilhard. Il est licencié ès lettres et en droit.
Profondément ancré dans son pays normand, il développa une œuvre originale, toute pétrie de la vie ordinaire et souvent paysanne. Rédacteur en chef de la Croix de l'Eure (hebdomadaire créé le 1er janvier 1893), sous les pseudonymes de « Carillon » pour les articles sur les polémiques courantes et de « Lemioche » pour ses feuilletons écrits dans le style des paysans de Normandie, il collabore également à la Revue hebdomadaire et à la Revue normande. Il est membre de la société des gens de lettres, membre de la corporation des publicistes chrétiens.
Créateur et président du syndicat agricole de l'arrondissement d'Évreux, il préside également la Coopérative agricole de l'Eure, de la section des lettres de la société libre d'agriculture, sciences, arts et belles-lettres de l'Eure, du conseil d'administration du collège Saint-François de Sales d'Évreux et de la Mutuelle des veuves de guerre pour le département de l'Eure. Son engagement politique fut constant mais toujours local. Il a ainsi organisé en 1902 l'action libérale populaire de Jacques Piou dans l'Eure et est maire d'Angerville-la-Campagne de 1911 à 1930.
Il est fait chevalier de la Légion d'honneur et commandeur de l'ordre de Saint-Grégoire-le-Grand en 1906.

## Œuvres
Il a écrit surtout des ouvrages et essais sur le terroir normand et la société ébroïcienne :
- Au pays du cidre, récits normands. Ed. Savine
- Cantecolombe
- La Dame verte, nouvelles. Ed. Jouve
- Foires et marchés normands (avec des illustrations d'Auguste Lepère). Société Normande du Livre Illustré, 1898.
- Italica. Impressions et souvenirs (Milan, Venise, Bologne, Florence). Ed. Perrin
- Le Fils de Monsieur Pommier, roman. Ed. Plon
- Sous le ciel du vieux pays. Contes normands. Illustrations de Georges-Tony Préteux. Rouen, Ed. de la Revue normande, 1920, 125 p.
- Ceux de Normandie. Types et coutumes, (dessins originaux de Gérard Cochet), Édition des Horizons de France, Paris, 1930
- Un clocher dans la plaine, collection Le roman des provinces françaises no 4. Ed. Ollendorff couronné par le prix Montyon de l'Académie française
- L'Automne d'une vie, roman. Ed. Didot
- Mon Onc'Jean !, roman. Ed. Didot
- Rêve d'enfants, roman. Ed. Didot
- Villevieille, couronné par le prix Dodo de l'Académie française en 1922
- Mérimée auteur normand. Société Normande du Livre Illustré, 1914.

Il a écrit de nombreux articles de presse, des préfaces, notes, etc., parmi lesquels on peut remarquer :
- Chansonnier normand. Préface de Joseph L'Hôpital, table historique de Arthur Join-Lambert, décoration d'Adolphe Giraldon. Société Normande du Livre Illustré, 1905.

## Distinctions
- Commandeur de l'ordre de Saint-Grégoire-le-Grand
- Chevalier de la Légion d'honneur (1906)

## Source
- Charles-Alexandre Geoffroy de Grandmaison, Joseph L'Hopital 1854-1930, Évreux, Imprimerie Hérissey, 1931.